# Église Saint-Martin de Fontaine-le-Port
L’église Saint-Martin est un édifice religieux catholique situé à Fontaine-le-Port, en France. Il est inscrit aux monuments historiques depuis 1949.

## Situation et accès
L’édifice est situé dans la rue Victor-Hugo, à l’embranchement de la sente des Rossignols, dans le centre-ville de Fontaine-le-Port. Plus largement, il se trouve dans le département de Seine-et-Marne, en région Île-de-France.

## Histoire
Dans le temps, l’église dépend du prieuré Saint-Martin-des-Champs de Paris. Son clocher, construit vers le milieu du XIIe siècle (sous le règne de Louis VII le Jeune), en est la partie la plus ancienne. En 1692, François Moreau fond la cloche du XVIIe siècle.

## Statut patrimonial et juridique
L’église fait l’objet d’une inscription au titre des monuments historiques par arrêté du 22 août 1949, en tant que propriété de la commune.